# Premier congrès international des écrivains pour la défense de la culture
Le premier congrès international des écrivains pour la défense de la culture, s'est tenu à Paris, du 21 au 25 juin 1935, et est resté comme un événement majeur de l'histoire littéraire du XXe siècle. Son importance a été considérable, tout d'abord par son ampleur, car il a réuni plus de 320 participants provenant de 38 pays différents, et des écrivains majeurs tels Aragon, André Breton, Bertolt Brecht, André Gide, André Malraux.
Ensuite, son importance s'est également caractérisée par l'importance et la pertinence des questions débattues, en une période troublée, non seulement par la montée des fascismes, mais aussi celle des fronts populaires. Ces questions sont restées primordiales durant tout le XXe siècle, en particulier autour des questionnements sur la place de la littérature et de l'engagement intellectuel. Ainsi ce congrès, et son image d'événement légendaire ont pour longtemps marqué l'histoire littéraire, et il a souvent été cité dans les débats intellectuels depuis.

## Les idéaux du congrès

### Le Communisme
Le Congrès de 1935 s'est tout d'abord caractérisé par son orientation politique. Il a même longtemps été considéré comme un instrument de propagande à part entière. Le projet d'un congrès parisien est en effet à l'origine venu de Moscou, et un de ses principaux instigateurs, Henri Barbusse, était directement envoyé par Staline. Finalement, le congrès s'est détourné de cette influence, pour se présenter comme un événement indépendant de tout contrôle soviétique, cependant, il en est tout de même resté très marqué politiquement, et de nombreux hommages aux réalisations de l'URSS auront lieu. Par ailleurs, en plus de la délégation soviétique, le congrès était constitué d'une large partie d'écrivains très à gauche, avec notamment Gide et Malraux, qui le président.
Cependant, on observe malgré cela que le congrès a été le siège de plusieurs critiques du régime soviétique, notamment lors des interventions de Gaetano Salvemini et de Magdeleine Paz, qui critiquent tous deux ouvertement le caractère répressif du régime. Cependant, il s'agit de critiques à l'égard de l'URSS, et non directement de l'idéologie communiste. On peut ainsi voir ce congrès en partie comme un lieu de rencontre des représentants des partis communistes de chaque nation. Ainsi, un an avant l'arrivée au pouvoir du Front populaire en France, ce congrès est un prétexte à la rencontre d'intellectuels communistes, et montre la diversité de leur pensée, et la fragmentation des sphères communistes européennes.

### L'antifascisme
Dans les années 1930, de plus en plus d'intellectuels se rallient à la bannière anti-fasciste, en réaction aux ascensions d'Hitler et de Mussolini. Il y a une volonté de réunir, de faire converger les maximum d'idéologies face à cet « ennemi commun ». Ce mouvement, surtout marqué en France voit notamment la création de l'AEAR (Association des Écrivains et Artistes Révolutionnaires), dirigée par Malraux, Nizan et Aragon, qui protestera particulièrement contre l'avènement d'Hitler en 1933. Les émeutes antiparlementaires du 6 février 1934 entraîneront la « grande peur des républicains », qui provoquera un important ralliement sous la bannière anti-fasciste. De plus, les écrivains allemands et italiens en exil tentent d'alerter l'opinion européenne sur la véritable nature de ces régimes, et accentuent ainsi ce phénomène.
Les années 1930 voient de plus s'effectuer un tournant dans la ligne politique du Komintern, qui va temporairement abandonner le combat de « classe contre classe » pour tenter d'établir un « Front unique anti-fasciste », qui aura la France pour centre névralgique. C'est en cela que le congrès, dont le mot d'ordre est la « défense de la démocratie » est établi, dans cette volonté de réunion des intellectuels face à l'ennemi fasciste. L'accueil de cet événement permet par ailleurs à la France de retrouver son caractère de « pays des droits de l'homme », de « rempart de la civilisation dans le monde ».

### La défense de la culture
Dans cette lutte anti-fasciste intervient le thème de la « défense de la culture », à laquelle Hitler et Goebbels ont déclaré la guerre, notamment par les autodafés. Dans le cadre du congrès, la culture est vue comme le témoignage passé et présent d'une civilisation qui a pour but de s'opposer à la barbarie. En prônant sa défense, le congrès fait de celle-ci un absolu, un domaine collectif devant être protégé, ce qui pose un problème dans son association aux combats idéologiques. Cela conduit les participants au congrès à développer une admiration inconditionnelle pour Hugo et Zola, qui parviennent à « affirmer l'autonomie du fait littéraire tout en le concevant simultanément en liaison directe avec le politique ». Cette « défense » de la culture est assez décriée, notamment par les surréalistes, qui en dénoncent le vide de sens. Gide, lui, dans son allocution d'ouverture suggère de considérer la Culture comme la somme des cultures particulières à chaque pays, et de la voir comme un bien commun et international. Ainsi, la vision de la culture comme objet à défendre n'est pas unanime au sein du Congrès, cependant on observe tout de même un sentiment de devoir de protection de celle-ci, qui fait se réunir les participants.
Le Congrès des écrivains de 1935 se révèle ainsi en quelque sorte comme un microcosme exemplaire de la richesse et des difficultés dans lesquelles se débattait le monde européen des années 1930.

## La mise en place du congrès

### Un projet venu de l'Est
Les communistes jouèrent un rôle très important dans la préparation du projet du congrès. Bien que celui-ci ait longtemps été considéré comme un outil de propagande directement dirigé depuis l'Union soviétique, la réalité est plus complexe. Ainsi le congrès n'avait pas été organisé par Willi Münzenberg, chef de la propagande du Komintern, comme on l'a longtemps cru. Le congrès n'est ainsi pas directement dirigé par l'URSS, mais l'aboutissement de plusieurs événements et volontés différentes. Premièrement, on observe les prémices du congrès dans la volonté de l'URSS de rassembler les écrivains prolétariens et révolutionnaires et les écrivains anti-capitalistes, anti-fascistes et anti-militaristes, par la mise en place d'une branche de l'Union internationale des écrivains révolutionnaires (UIER) à Paris. Cette branche permettrait d'effectuer des actions rapprochant les écrivains sous la bannière de l'anti-fascisme. Différents projets sont ainsi étudiés dans ce but, mais c'est réellement en 1934 que l'idée d'un congrès d'écrivains s'impose, après le succès de celui de Moscou en 1934, qui va réellement impulser la mise en place du congrès parisien, notamment par l'enthousiasme qu'il a provoqué chez des écrivains de l'Ouest tels que Malraux.

### La mise en place définitive du projet
L'idée d'un congrès d'écrivain s'imposa assez vite, mais les détails de sa mise en place furent longs à trancher. Les deux acteurs majeurs de celle-ci, Henri Barbusse et Johannes R. Becher, furent longtemps en opposition. En effet, Barbusse était envoyé par Staline dans le cadre du projet de filiale de l'UIER, et avait ainsi une forte volonté d'instrumentalisation du congrès, celui-ci faisant partie d'un cadre d'action plus générale de réunion autour de la valorisation soviétique. Il interférait ainsi grandement dans le travail de Becher, qui se focalisait lui sur le congrès. Finalement, après de complexes démarches, ceux-ci se sont ralliés, permettant réellement de débuter l'organisation du congrès. Cette période de battement entre la décision d'organiser une action et le réel démarrage de cette organisation montre la présence de tensions entre les acteurs, aux objectifs différents, et la complexité d'un projet d'envergure internationale.

### L'organisation du congrès à proprement parler
L'organisation du congrès débute réellement en décembre 1934, après que les acteurs à l'origine du projet se soient réellement mis d'accord sur sa nature. C'est une équipe d'écrivains réunis par Becher qui s'occupe de mettre en place cet événement, composé en particulier d'Ehrenbourg, Malraux, Bloch et Nizan. La première ébauche d'un texte-programme et réalisée début 1935, partant de « la crise qui ronge aujourd'hui la plupart des sociétés », et appelant à la défense de la culture. Ce texte appelle à la collaboration entre écrivains, notamment par le biais d'un congrès, et n'est donc pas directement focalisé sur celui-ci, ce qui montre à quel point il s'inscrit dans un processus, et n'est pas un événement isolé. Becher et ses comparses doivent ensuite rechercher, et inviter chacun des écrivains qui participera au congrès, ainsi que trouver des moyens afin de louer la salle de la Mutualité (3.000 places), qui a été choisie pour accueillir l'événement.
L'organisation est en général assez bancale, la date du congrès est plusieurs fois reportée, et finalement, les historiens n'ont même pas de certitude quant à la provenance des fonds. Enfin, le 14 juin, Becher affirme : « Malgré des difficultés affreuses, horribles, le Congrès sera bon, assurément ».
Ainsi, l'organisation du Congrès aura été très complexe, des difficultés ayant encore été apportées par sa prise d'envergure au fur et à mesure de l'avancée de sa préparation. Les tensions et les difficultés montrent tout de même ainsi l'importance du projet.

## Le déroulement du Congrès et ses suites.

### Le déroulement du congrès
Le Congrès international des écrivains se déroula dans la salle de la Mutualité pendant cinq jours, chaque jour comprenant une séance l'après-midi, et une le soir. Il consista en une série d'interventions d'écrivains - près de 90 écrivains, venus de 20 pays -, prononçant un discours sur un des thèmes donnés. Ceux-ci étaient au nombre de sept :
- l'héritage culturel
- le rôle de l'écrivain dans la société
- l'individu
- l'humanisme
- nation et culture
- les problèmes de la création et la dignité de la pensée
- la défense de la culture

Les discours étaient diffusés dans la salle devant 320 délégués, mais aussi à l'extérieur, afin de permettre à un grand nombre de spectateurs, au nombre de 2 500 à 3 000, d'y avoir accès. Les séances étaient suivies de longs débats entre les intervenants, qui se prolongeaient souvent tard dans la nuit. L'historien Pascal Ory reprend les termes des témoins pour décrire :
une atmosphère surchauffée de Tour de Babel, un public « sympathique et manifestant de jeunes étudiants, littérateurs, ouvriers déjà débrouillés », des coulisses « inouïes où se mélangeaient toutes les langues »,
et cite Jean Guéhenno qui vingt ans après rapporte :
On ne déparla pas pendant cinq jours et presque cinq nuits.

### Les critiques qui ont suivi
Le congrès entraîna à sa suite directe deux oppositions principales. La première fut la réaction des surréalistes, qui critiquèrent tout d'abord des « palabres antifascistes plus ou moins vagues ». Mais surtout, cet événement marqua la rupture définitive, des surréalistes avec les partis communistes, considérés comme dominés par Staline, car le congrès entraîna une défiance vis-à-vis du régime et du chef. De plus, André Breton défendit une révision du traité de Versailles, en quoi il s'opposait à la politique d'encerclement de l'Allemagne préconisée par l'Union soviétique. Par ailleurs, il considérait la Révolution russe comme agonisante. Cette défiance des surréalistes vis-à-vis de l'URSS est une conséquence directe du congrès.
L'autre opposition concerne l'engagement pour la libération de Victor Serge, sorte de Dreyfus de la pensée libre en URSS, dont l'enfermement au Kazakhstan fut le sujet de nombreuses critiques. Les révolutionnaires « prolétariens » et « léninistes-trotskistes » plaçaient la libération de Victor Serge au cœur de leur engagement. Ce sujet était central lors du congrès et concentrait les critiques à l'égard de la politique soviétique. Magdeleine Paz, animatrice du comité de soutien à Serge, d'abord interdite de tribune, parviendra à évoquer le sort de l'écrivain soviétique. Le congrès permit donc la mise au devant de la scène de l'engagement pour Victor Serge, qui continua après le congrès, jusqu'à sa libération en avril 1936.

### Les conséquences politiques, impressions des écrivains
Les écrivains ont différemment interprété le Congrès de 1935. Certains, comme Aldous Huxley sont écœurés, et ne voient cet événement que comme une suite de manifestations organisées par les différentes entités communistes pour leur propre glorification. Cependant, beaucoup d'autres reconnaissent et apprécient l'apparente formation d'un front antifasciste, même autour d'un communisme affirmé.
Globalement le congrès a permis de faire naître des espoirs dans la communauté des écrivains ; il a conduit à la formation d'associations, et le lancement d'une réflexion plus générale. Une Association internationale des écrivains pour la défense de la culture est créée, dont le siège est à Paris et dont le bureau, composé de 112 membres, doit se réunir chaque année dans un pays différent. Elle organise des meetings, des conférences et des débats à Paris et en province. Par ailleurs, le succès du congrès conduit à la préparation d'autres congrès, comme un en Slovaquie, et quatre aux États-Unis. De plus, à la suite du congrès, nombre d'activistes ou de revues se manifestent sous le signe de la défense de la culture, en Europe et en Amérique du Sud.
Ainsi, le Congrès international des écrivains de 1935 a été un événement majeur. Il concentre tout d'abord les caractéristiques de la période des années 30, par ses idéaux, montrant l'importance de l'idéologie communiste et la volonté qu'ont désormais des « compagnons de route du communisme » de faire front contre la montée des fascismes, menaces pour la culture et les écrivains. Sa mise en place a été complexe, le projet venu de Moscou a été siège de multiples tensions, et l'organisation a été d'une grande complexité. Bien qu'il ait provoqué certaines critiques, il a eu un impact certain sur le monde des écrivains, étant le point de départ de multiples réflexions.
Ce congrès international est suivi d'un second qui se déroule à Madrid du 6 juillet au 8 juillet 1937 et réunit 200 écrivains venus de 28 pays.